# Estadio Lambert
El Estadio Lambert (Army Stadium) también conocido como el Estadio Viejo o el estadio Antiguo, es una infraestructura deportiva en la ciudad de Nom Pen, la capital del país asiático de Camboya. Tiene una capacidad para hasta 7.000 espectadores. Es el campo del equipo Ministerio de Defensa Nacional FC, que juega en la Liga C de Camboya.